# Juan Carlos Tacchi
Juan Carlos Tacchi (Basavilbaso, 5 giugno 1932 – Trasacco, 8 settembre 2007) è stato un calciatore argentino.

## Biografia
Tacchi è stato il padre di Giancarlo, Oscar e Maurizio, tutti calciatori.

## Carriera

### Calciatore
Giunse in Italia nel 1956, ingaggiato dal Torino dove collezionò 48 presenze e 10 reti; nel 1958 passò all'Alessandria. Al termine della stagione 1959-60, dopo la retrocessione della squadra grigia in Serie B, fu acquistato dal Napoli di Achille Lauro, squadra in cui trascorse l'ultima parte della sua carriera; con il club partenopeo ottenne due promozioni in Serie A (1961-62 e 1964-65) e la Coppa Italia 1961-62; segnò inoltre 2 gol nella Coppa delle Coppe 1962-63.
Chiuse con il calcio giocato nel 1966.

### Allenatore
Ritiratosi, divenne allenatore. Allenò il Gaeta, il Gladiator, il Solofra, l'Irpinia, il Celano, l'Avezzano, il Tagliacozzo, il Sulmona, il Polistena e la Fucense.

## Palmarès

### Giocatore

#### Club

##### Competizioni nazionali
- Coppa Italia: 1

Napoli: 1961-1962

##### Competizioni internazionali
- Coppa delle Alpi: 1

Napoli: 1966